# Xantho hydrophilus
Espèce
Xantho hydrophilus, le Crabe de pierre[réf. nécessaire], est une espèce de crabes de la famille des Xanthidae.

## Systématique
Le nom valide complet (avec auteur) de ce taxon est Xantho hydrophilus (Herbst, 1790).
Xantho hydrophilus a pour synonymes :
- Cancer floridus Linnaeus, 1767 sensu Montagu, 1808
- Cancer hydrophilus Herbst, 1790
- Cancer incisus Leach, 1814
- Xantho floridus var. granulicarpus Forest in Drach & Forest, 1953
- Xantho floridus (Linnaeus, 1767 sensu Montagu, 1808)
- Xantho granulicarpus Forest in Drach & Forest, 1953
- Xantho hydrophilus granulicarpus Forest in Drach & Forest, 1953
- Xantho hydrophilus hydrophilus (Herbst, 1790)
- Xantho incisa (Leach, 1814)
- Xantho incisus (Leach, 1814)
- Xanto hydrophilus (Herbst, 1790)